# Federico Gerdes
Federico Carlos Pedro Gerdes Muñoz (Tacna, 19 de mayo de 1873 - Lima, 18 de octubre de 1953) fue un músico, compositor y pianista peruano. Fundador y primer director del Conservatorio Nacional de Música.

## Biografía
Hijo del alemán Federico Gerdes y de Clara Virginia Muñoz Cabrera de Gerdes. A los 10 años se trasladó a Alemania, estudiando piano en el Conservatorio de Hamburgo, Wiesbaden y en el Conservatorio Real de Leipzig, donde fue alumno de Carl Reinecke.
Después de dejar Leipzig, fue aceptado como kapellmeister del Teatro de Düsseldorf en Múnich. Tras retirarse del teatro, emprendió un tour a Rusia y, a su regreso a Berlín, se dedicó a enseñar piano, acompañando a cantantes, violinistas y violincellistas, estando dentro de los círculos musicales de la capital alemana.
En 1906, fue nombrado subdirector de la Escuela de Voz de Berlín (relacionada con la Ópera Imperial), dirigiendo los coros de las óperas wagnerianas para el Covent Garden de Londres. Los éxitos de su trabajo lo llevaron a ser designado director del coro y asistente musical de los Festivales Wagner, en 1908.
En 1908, fue llamado por el presidente del Perú, José Pardo y Barreda, para organizar la Academia Nacional de Música, y fue nombrado director de la Sociedad Filarmónica de Lima, continuando la obra de Claudio Rebagliati e introduciendo la influencia alemana de Mozart, Beethoven, Mendelssohn, Wagner, entre otros.
Fue miembro del Club Nacional. Calles de Lima y Trujillo llevan su nombre.

## Obras
- Homenaje a Watteau.
- Homenaje a Bécquer.
- El canto nuevo.
- Habanera: Égloga de luz.
- Marcha festiva, op. 42.
- Impresiones de la tarde: para violín y piano / Dämmerungs-Stimmung: für Violine und Klavier, op. 45.
- Rimas de Bécquer: para piano y canto, op. 37.
- Hoy la tierra y los cielos me sonríen: para piano y canto, op. 37.
- No sé lo que he soñado: para piano y canto, op. 37.
- Tu eras el huracán: para piano y canto, op. 37.
- De lo poco de vida que me resta: para piano y canto, op. 37.